# Tina Vallès
Tina Vallès López (Barcelona, 15 de Junho de 1976) é uma escritora, correctora e tradutora catalã.

## Biografia
Licenciou-se em Filologia Catalã na Universidade de Barcelona em 1999. Trabalhou de correctora e traduziu de castelhano a catalão várias obras: Francesc Boix, el fotògraf de Mauthausen, de Benito Bermejo (2002); Biografia del silenci, de Pablo d'Ors; Un armari ple d'ombra, de Antonio Gamoneda; Rodoreda: exili i desig, de Mercè Ibarz (2008), ou Catalunya serà impura o no serà, de Lluís Cabrera (2010). Escreveu vários livros de narrativa, entre os quais El parèntesi més llarg, que ganhou o prémio Mercè Rodoreda.
Como bloguera, é autora dos blogs L'aeroplà del Raval (2003-2007) e Ganxet sota les pedres  (2009-2012). É coeditora da revista digital Paper de Vidre desde 2006 e membro fundador da Associação Profissional de Tradutores e Intérpretes da Catalunha. Em 2017 ganhou o prémio Anagrama de romance com o livro La memòria de l'arbre, livro que se traduziu a quinze idiomas: castelhano, italiano, francês, português (A memória da árvore, publicado pela editora Dom Quixote e traduzido por Artur Guerra e Cristina Rodriguez), galego, turco, árabe, alemão, polaco, lituano, brasileiro, esloveno, russo e checo.